# Dipoena waspucensis
Dipoena waspucensis är en spindelart som beskrevs av Claude Lévi 1963. Dipoena waspucensis ingår i släktet Dipoena och familjen klotspindlar.
Artens utbredningsområde är Nicaragua. Inga underarter finns listade i Catalogue of Life.